# عملية فولكان
عملية فولكان (بالإنجليزية: operation Vulcan)‏ في الفترة من 22 إبريل 1943 إلى 6 مايو 1943
كانت إلى جانب عملية الضربة في الفترة من 6 إلى 12 مايو 1943 بمثابة الهجوم البري النهائي من قبل قوات الحلفاء ممثلة بقوات بريطانية ونيوزيلندية ضد قوات من ألمانيا النازية وايطاليا في تونس وبنزرت وكان آخر هجوم في حملة تونس في حملة شمال أفريقيا من الحرب العالمية الثانية وانتهت المعارك بانتصار الحلفاء.